# A-moll
a-moll – tonacja muzyczna oparta na skali molowej, której toniką jest dźwięk a. Gama a-moll w odmianie naturalnej zawiera dźwięki: a, h, c, d, e, f, g. W zapisie tonacji a-moll, podobnie jak w C-dur, nie występują znaki przykluczowe. Równoległą gamą durową jest C-dur, jednoimienną durową – A-dur.
a-moll to także akord, zbudowany z pierwszego (a), trzeciego (c) i piątego (e) stopnia gamy a-moll.

## Odmiana harmoniczna
Gama a-moll w odmianie harmonicznej (z VII stopniem podwyższonym o półton):

## Odmiana dorycka
Gama a-moll w odmianie doryckiej (z VI i VII stopniem podwyższonym o półton w stosunku do gamy a-moll naturalnej):

## Wybrane dzieła w tonacji a-moll
- Wolfgang Amadeus Mozart – Rondo a-moll, KV 511 (na fortepian)
- Niccolò Paganini – Kaprys nr 24
- Ernest Bloch – Koncert a-moll
- Piotr Czajkowski – Trio fortepianowe
- Antonín Dvořák – Koncert skrzypcowy
- Edvard Grieg – Koncert fortepianowy
- Robert Schumann – Koncert fortepianowy
- Jean Sibelius – IV Symfonia
- Ludwig van Beethoven – Bagatela a-moll (Dla Elizy)

## Wybrane piosenki w tonacji a-moll
- Lionel Richie – Hello
- Taylor Swift – Look What You Made Me Do
- R.E.M. – Losing My Religion
- Ariana Grande – No Tears Left to Cry
- Twenty One Pilots – Nico and the Niners
- Red Hot Chili Peppers – Dani California